# Volo Alitalia 404
L'incidente aereo del volo Alitalia 404 avvenne alle ore 19:11 di mercoledì 14 novembre 1990 nei pressi di Weiach, comune del Canton Zurigo in Svizzera, causato, durante la fase di discesa verso lo scalo aeroportuale di destinazione, l'Aeroporto di Zurigo, da un malfunzionamento dell'obsoleto sistema di atterraggio strumentale (ILS) e dalla conseguente errata segnalazione dell'altitudine al comandante.
Risultò, al febbraio 2013, il quarto più grave incidente in termini di perdite umane avvenuto in territorio svizzero.

## L'aeromobile

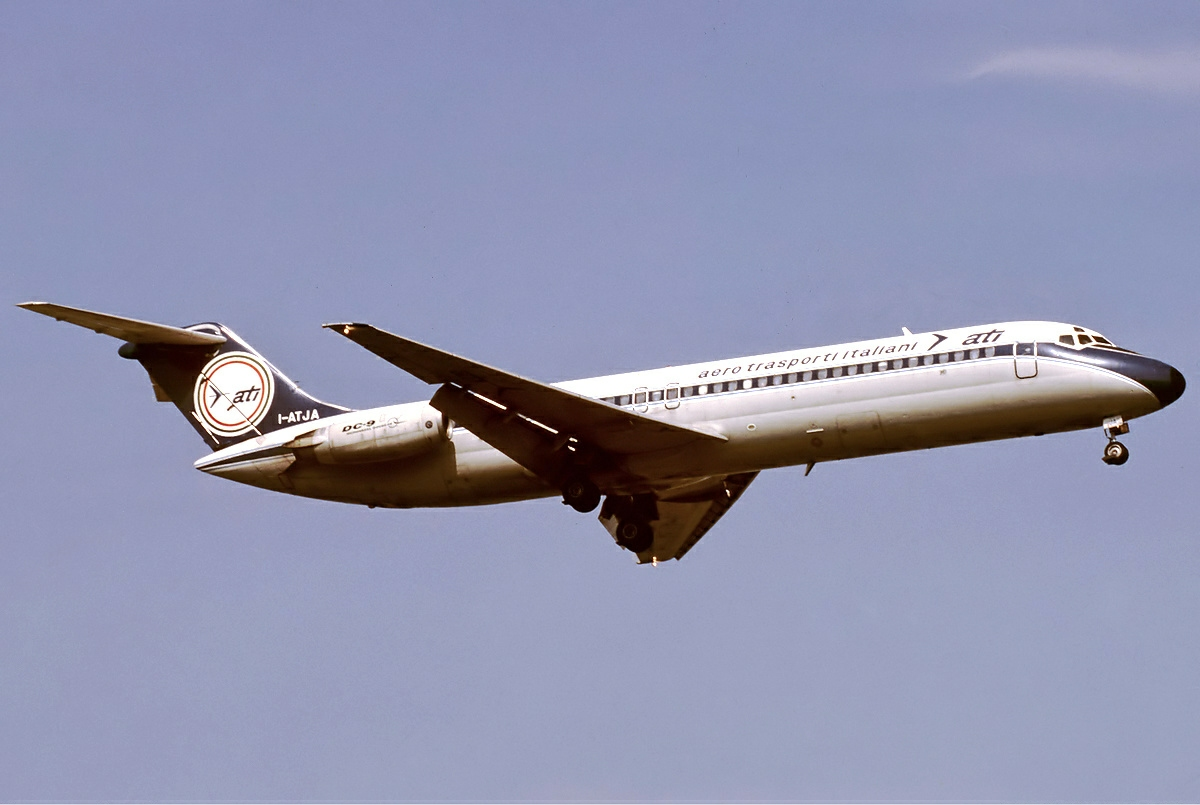
Il McDonnell Douglas DC-9-32 marche I-ATJA in livrea Aero Trasporti Italiani (ATI), lo stesso coinvolto nell'incidente, fotografato nel giugno 1982.

L'aereo coinvolto nell'incidente era un Douglas DC-9-32, costruito nel 1974 con il numero di serie 47641 e il numero di registrazione I-ATJA. L'aeromobile fu consegnato per la prima volta ad Aero Trasporti Italiani, una controllata di Alitalia e fu trasferito a quest'ultima nell'ottobre 1988. Secondo gli inquirenti, l'aeromobile aveva accumulato oltre 43.400 cicli ed era stato ispezionato 10 giorni prima dell'incidente.

## Equipaggio e passeggeri
L'aereo trasportava 40 passeggeri e 6 membri dell'equipaggio. L'equipaggio era composto da due piloti e quattro assistenti di volo, tutti cittadini italiani. A bordo c'erano anche due funzionari giapponesi della Oki Electric Industry; 26 passeggeri erano operai svizzeri che tornavano a casa dopo aver lavorato nella zona industriale di Milano e 6 passeggeri erano statunitensi. Tra le vittime vi fu anche l'attore Roberto Mariano, 21 anni, interprete dei film Mery per sempre e Ragazzi fuori; sull'aereo doveva trovarsi anche il collega Maurizio Prollo, presente nelle stesse due pellicole, ma che per sua fortuna arrivò in ritardo all'imbarco e perse il volo.
Il comandante era il 47enne Raffaele Liberti, veterano dell'Alitalia da 20 anni, con un totale di oltre 10.000 ore di volo. Il primo ufficiale, che deteneva il controllo del velivolo al momento dell'incidente, era il 28enne Massimo De Fraia, entrato in Alitalia nel 1989 e molto meno esperto del comandante Liberti.

## Dinamica dell'incidente
Il volo Alitalia 404, volo di linea operato dalla compagnia aerea italiana Alitalia con un McDonnell Douglas DC-9-32 marche I-ATJA, decollò alle ore 18:36 dalla pista 36 dell'Aeroporto di Milano-Linate con destinazione l'Aeroporto di Zurigo, con atterraggio previsto sulla RWY 28.
Dopo un volo svolto regolarmente, il sistema ILS del velivolo agganciò il segnale a terra a 14 nmi, circa 26 km, dalla soglia della RWY 14 e il personale di servizio addetto al controllo di avvicinamento della torre di controllo dell'aeroporto svizzero segnalò al comandante di iniziare la manovra di avvicinamento per approssimarsi alla pista, manovra effettuata a circa 11,5 nmi. Da quel momento il velivolo iniziò ad abbassarsi sul corridoio di discesa dei previsti 4 000 ft, pari a 1 219 m, ma in anticipo rispetto alle 8 nmi (14,8 km) previste. Una serie di fattori contribuirono ai successivi eventi: l'indicatore ILS a disposizione del pilota dava un'indicazione errata, mostrando circa 1.000 piedi di altitudine in più di quelli reali e un assetto di planata centrato mentre si avvicinava alla pista 14 dell'aeroporto di Zurigo, quando in realtà l'aereo volava troppo basso. Le condizioni meteorologiche presenti costrinsero il velivolo a volare tra le nubi, affidando all'equipaggio la sola navigazione strumentale, che, pur integrata dall'altimetro di bordo, non consentì al comandante di valutare correttamente la situazione di pericolo imminente.
Il ricevitore ILS del co-pilota invece funzionava correttamente e stava mostrando un avvicinamento pericolosamente basso. Ciò nonostante, il comandante decise, senza verificare a fondo se il valore fosse corretto, di ignorare il secondo dispositivo. Una manovra di riattaccata avviata dal co-pilota fu interrotta dal comandante, il quale, come è evidente dalle registrazioni delle conversazioni recuperate dalle scatole nere, aveva fin dall'inizio del volo mostrato insofferenza e sfiducia nelle capacità del copilota, più giovane e con meno esperienza. In un volo di simulazione è stato provato che, se il comandante non avesse interrotto la manovra d'emergenza del copilota, l'aereo avrebbe evitato lo schianto.
Il DC-9, sceso 1 400 ft (427 m) al di sotto del corridoio previsto, impattò sulla superficie del Stadlerberg, collina situata nel comune del Canton Zurigo, nei pressi dell'abitato di Weiach.

## Indagini
Gli investigatori svizzeri sono stati informati dell'incidente un'ora dopo lo schianto. L'indagine ha coinvolto almeno 80 investigatori svizzeri. Inoltre, il ministro dell'Interno Vincenzo Scotti ha inviato una squadra di investigatori sul luogo dell'incidente insieme all'NTSB e alla FAA degli Stati Uniti. Sia il registratore dei dati di volo che il registratore vocale della cabina di pilotaggio sono stati recuperati dal luogo dell'incidente.
Nelle prime ore dopo l'incidente, diversi testimoni hanno affermato che l'aereo aveva preso fuoco prima di colpire Stadlerberg, mentre altri hanno affermato che l'aereo era esploso prima di colpire il terreno. Josef Meier, portavoce delle autorità svizzere di controllo del traffico aereo, ha dichiarato in una conferenza stampa che gli investigatori stanno valutando tutte le possibili cause, compreso il terrorismo.
I media italiani hanno riferito che la montagna era coperta di nuvole e che nella zona c'era una forte pioggia, mentre gli investigatori svizzeri hanno affermato che la visibilità era buona durante l'incidente con leggeri rovesci che si sono verificati all'aeroporto.
Il 16 novembre, un funzionario della squadra investigativa svizzera ha dichiarato che l'aereo stava volando ad un'altitudine inferiore a quella che avrebbe dovuto essere: "L'aereo era 300 metri (980 piedi) troppo basso durante il suo avvicinamento ed era leggermente fuori rotta. [L'aereo capitano] non stava seguendo i segnali del radiofaro." La dichiarazione non dice perché l'aereo era troppo basso.

### Errore del pilota
Il primo ufficiale aveva avviato una riattaccata ma il capitano l'ha interrotta. Ha detto: "Tieni il pendio di planata, puoi tenerlo?". Il primo ufficiale rispose: "Sì". Gli investigatori che lavorano con McDonnell Douglas hanno concluso che, se il capitano non avesse interrotto la riattaccata e avesse avuto la consapevolezza della situazione come aveva fatto il primo ufficiale, il disastro sarebbe stato evitato. Gli investigatori ritengono che il motivo della cattiva chiamata sia dovuto al fatto che il capitano non aveva alcuna consapevolezza della situazione ed era completamente insoddisfatto della prestazione del primo ufficiale durante il volo. Di conseguenza, il capitano ha mostrato una mancanza di fiducia nel suo primo ufficiale.

### Il monte Stadlerberg
Poiché il monte Stadlerberg è relativamente lontano dalla pista, secondo gli standard dell'Organizzazione per l'aviazione civile internazionale (ICAO), l'illuminazione per gli ostacoli non era necessaria. La montagna alta 640 m non poteva essere vista durante la notte e quindi potrebbe mettere in pericolo i voli. Di questo problema si discuteva già dal 1976 tra Swissair, le autorità aeroportuali svizzere e l'Ufficio federale dell'aviazione civile (UFAC). Dall'analisi del registratore vocale della cabina di pilotaggio non risultava che l'equipaggio stesse cercando la montagna ricoperta di nuvole durante l'approccio.

### Guasto del ricevitore NAV
Le registrazioni delle scatole nere mostravano che lo strumento di navigazione, l'ADI/HSI, aveva apparentemente catturato il sentiero di discesa. Nel momento in cui è stata catturata la pista di planata, l'aereo stava volando a circa 1.300 piedi sotto il percorso di planata. Esaminando il ricevitore al microscopio, l'indagine ha rivelato che durante l'impatto, l'indicatore del percorso di planata era stato posizionato appena sopra il centro della posizione "in planata", il che significa che il percorso di planata era stato catturato. Gli investigatori hanno anche rivelato che tutti gli strumenti NAV seguivano il percorso di planata, sebbene l'aereo stesse volando al di sotto del percorso di planata nominale. All'epoca gli investigatori non riscontrarono alcun difetto sullo strumento.
Un esame dettagliato del NAV ha mostrato che la modalità NAV, durante il suo funzionamento in volo, può portare ad un'indicazione LOC (allineamento orizzontale) o GS (allineamento verticale) completamente falsa (indicazione "ON"). Una piccola bandierina rossa avrebbe dovuto apparire sull'indicatore quando si è verificato l'errore, ma così non è stato. McDonnell Douglas fornì agli investigatori una lettera, che aveva inviato sei anni prima (24 agosto 1984) a ogni operatore di aerei DC-8, DC-9, C-9 e MD-80 equipaggiati con il ricevitore NAV difettoso, che riguardava alla modalità di errore di commutazione NAV. McDonnell Douglas aveva tenuto un seminario sul NAV difettoso nel 1985 a Long Beach, in California, e l'Alitalia aveva inviato lì tre piloti. Tuttavia, il messaggio sia della lettera che del seminario non è stato trasmesso agli equipaggi operativi dell'Alitalia. Loro, compreso l'equipaggio del volo 404, non erano a conoscenza della possibile falsa indicazione.

#### Causa del guasto al ricevitore NAV
Secondo McDonnell Douglas, un cortocircuito o un circuito aperto in alcuni modelli di ricevitori di radionavigazione (VOR/ILS) potrebbe far sì che gli strumenti di navigazione indichino "deviazione zero". Pertanto, le informazioni sulla deviazione dei dati grezzi sull'indicatore della direzione dell'assetto, visualizzate dalle barre del direttore di volo, e sull'indicatore della situazione orizzontale potrebbero centrarsi e rimanere centrati senza alcuna bandiera di guasto o di avvertimento in vista.
Non solo non è riuscito ad avvisare i piloti del problema, ma questo circuito aperto ha anche impedito all'autopilota e al sistema di allarme di prossimità al suolo (GPWS) di ricevere la rotta corretta e i segnali di deviazione del percorso di planata, con il risultato che nessuno dei due strumenti ha avvertito del pericolo imminente. L'autopilota ha continuato a guidare l'aereo secondo gli input dell'equipaggio stabiliti in precedenza e il GPWS non ha emesso alcun allarme poiché l'equipaggio credeva di essere sul percorso di planata corretto, mentre in realtà non lo era.
Come controllo incrociato del sistema, il capitano e il primo ufficiale utilizzerebbero normalmente due ricevitori VOR/LOC separati per le informazioni di navigazione. Tuttavia, a causa dell'assenza di una bandiera di avvertimento, il capitano e il primo ufficiale credevano di essere sulla strada giusta e in seguito utilizzarono la funzione di commutazione NAV per selezionare il ricevitore VOR/LOC malfunzionante su entrambi i pannelli.

### Lettura errata dell'altimetro

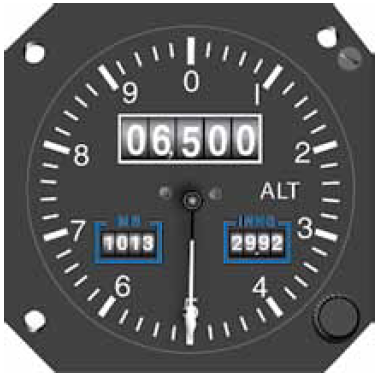
Schema di un altimetro per aereo a tamburo, che mostra le piccole finestre Kollsmann in basso a sinistra e in basso a destra della faccia.

L'aereo era dotato di un vecchio altimetro "puntatore a tamburo". Questo tipo di altimetro presenta diversi svantaggi; ad esempio, in determinate posizioni del puntatore, gli aghi oscurano parzialmente la lettura, rendendo impossibile determinare con precisione l'altitudine.
L’indagine ha poi concluso diverse cose, sulla base dei commenti dei piloti:
- "Questo altimetro richiede più concentrazione di quanto dovrebbe essere necessario per leggere con precisione."
- "La piccola finestra del tamburo è una complicazione nello strumento ed [è] piuttosto piccola, spesso richiede un 'doppio sguardo' e distoglie l'attenzione dalla puntina."
- "Le interpretazioni errate si verificano sempre a quote inferiori quando i piloti dividono l'attenzione su più attività."
- "Le situazioni più stressanti hanno prodotto più interpretazioni errate."
- "Una rapida occhiata dopo [essere distratti] può indurre una lettura di 1.000 piedi di distanza se il tamburo del barile è a metà strada tra migliaia."

Gli investigatori hanno affermato che l'equipaggio del volo 404 potrebbe aver letto male l'altimetro. È plausibile che il capitano abbia letto male l'altimetro, ritenendo che l'altezza del segnale esterno di 2.650 piedi fosse stata raggiunta solo di poco. Ha quindi revocato l'ordine del copilota di riattaccare, poiché pensava di poter raggiungere il corretto percorso di planata in breve tempo con un rateo di discesa ridotto.

## Conseguenze

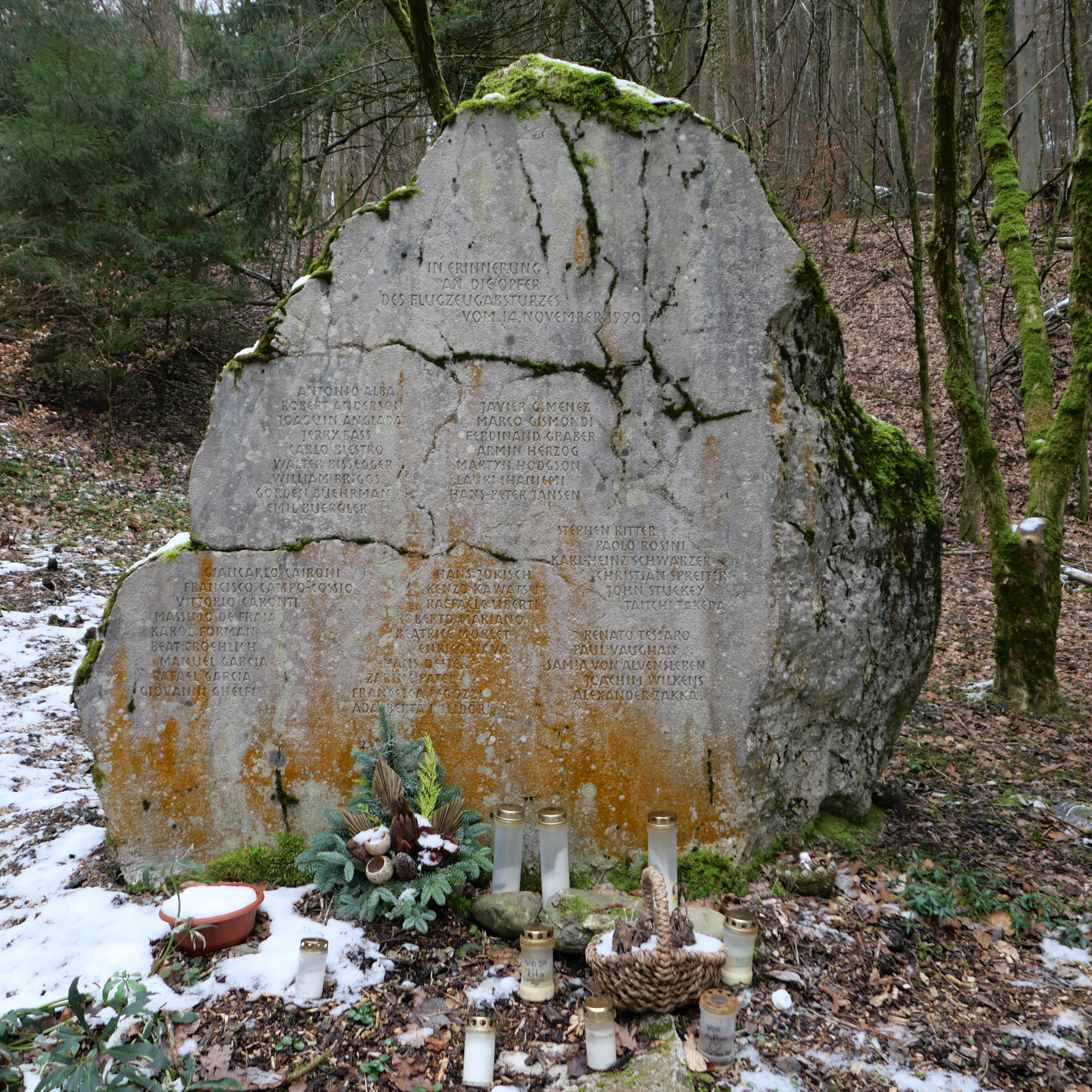
Il memoriale per le vittime sul luogo dell'incidente.

Analizzando la catena degli eventi, la commissione investigativa ha formulato diverse raccomandazioni per evitare scenari simili. Sono state implementate regole migliorate per la comunicazione tra pilota e copilota durante l'atterraggio e ai piloti è stata segnalata la possibilità di interpretare erroneamente gli altimetri di volo. Ancora più importante, le nuove regole vietano l’interruzione di una riattaccata una volta iniziata, indipendentemente dal grado e dalla funzione del membro dell’equipaggio che ha avviato la riattaccata. Un'adeguata revisione delle decisioni e comunicazioni chiare fanno parte della gestione delle risorse dell'equipaggio.
Dopo l'incidente sono state apportate diverse modifiche importanti:
- Alitalia ha aggiunto al proprio addestramento il problema del guasto del ricevitore NAV e ha anche aggiunto le azioni che l'equipaggio dovrebbe intraprendere nel caso in cui si verificasse.
- Alitalia ha cambiato il regolamento, da allora in poi, quando viene iniziata una manovra di riattaccata ("go around") da uno qualsiasi dei piloti, questa non può essere interrotta e deve essere eseguita seguendo il tracciato previsto dalla procedura pubblicata.
- Le autorità aeronautiche svizzere hanno aggiunto luci al monte Stadlerberg.
- McDonnell Douglas ha rivisto il manuale di addestramento per aggiungere informazioni sulla possibilità di guasto del NAV.[4]

Inoltre sono state formulate diverse raccomandazioni:
- L'attrezzatura NAV senza monitoraggio del segnale di uscita non dovrebbe più essere utilizzata.
- L'altimetro del puntatore a tamburo non deve più essere utilizzato. Le autorità hanno chiesto che questa raccomandazione venga attuata con effetto immediato.
- Il GPWS dovrebbe funzionare anche in caso di guasto del NAV.

Dopo lo schianto Alitalia ha continuato a utilizzare il nominativo dell'aereo colpito dall'incidente ("Alitalia 404"). È stato utilizzato principalmente, fino alla cessazione delle operazioni dell'Alitalia, sulla rotta Roma-Francoforte.

## Nei media
L'incidente è trattato nella serie televisiva Indagini ad alta quota, stagione 18 episodio 8, dal titolo "Una tragedia italiana".

### Quotidiani
- Alessandro Sallusti, In diretta la tragedia di Zurigo "Riattaccata, andiamo via": dalla voce dei piloti lo schianto del DC9 Alitalia, in Corriere della Sera, corriere.it, 6 giugno 1992,  p. 18. URL consultato il 17 febbraio 2013 (archiviato dall'url originale il 1º gennaio 2016).